# Nésille malgache
Nesillas typica
Espèce
Statut de conservation UICN

 LC  : Préoccupation mineure
La Nésille malgache (Nesillas typica) ou Fauvette de Madagascar, est une espèce d'oiseaux de la famille des Acrocephalidae.

## Description
Cet oiseau mesure 17 à 18 cm. Il ne présente pas de dimorphisme sexuel.
La tête est vert olive clair et soulignée par deux courts sourcils pâles. Le menton et la gorge sont gris verdâtre clair. La mandibule supérieure du bec est noire et l'inférieure rose grisâtre avec l'extrémité noire.

## Répartition
Cet oiseau peuple Madagascar et les Comores.

## Alimentation
Cet oiseau consomme exclusivement des insectes.